# 中国人民解放军警卫第三师
警卫第三师（英語：3rd Guard Division），又称“御林军”，是中国人民解放军北京卫戍区下辖的一个合成师，驻北京市通州区。

## 历史概述
该部编制最早为1940年2月以原新四军2支队机关及新3、新4团等组建的新的第2支队，历经改革后为现有编制。但是其一部前身可追溯至秋收起义的三营。第二次国共内战开始后，历经数次改革整编成第七十师。
1962年10月，成为继一机师之后第二个被改编成的机械化师，成为全中国人民解放军唯一的机械化步兵师直至1983年。
1966年6月转隶中国人民解放军北京卫戍区，1969年10月改番号为警卫第三师。是中国人民解放军陆军为数不多延续至今未拆分成旅的师。
1994年9月，警卫第三师十二团的一名中尉副连长田明建在北京市中心引发枪战，造成多人死伤，即建国门事件。案发两年后，田明建原属的团被撤消了编制。

## 下属部队
- 警卫第十一团
- 警卫第十二团（1996年因建国门事件被裁撤）
- 警卫第十三团
- 警卫第十四团
- 警卫第十五团
- 炮兵团
- 高炮团
- 支援保障团

## 沿革
参考来源：
| 部隊番號                         | 使用時期              |
| -------------------------------- | --------------------- |
| 新四军新第二支队                 | 1940年2月-1941年4月   |
| 新四军第十六旅                   | 1941年4月-1945年1月   |
| 新四军苏浙军区第一纵队           | 1945年1月-1945年11月  |
| 华东野战军第六纵队               | 1945年11月-1947年2月  |
| 华东野战军第十六师               | 1947年2月-1949年2月   |
| 中国人民解放军第二十四军第七十師 | 1949年2月-1962年10月  |
| 陆军第七十師                     | 1962年10月-1969年10月 |
| 警卫第三师                       | 1969年10月至今        |

## 被授予荣誉称号的单位
- 老虎团：警卫第三师第十三团。